# Сальникова, Любовь Семёновна
Любовь Семёновна Сальникова (1922, село Чистополье, Кокчетавский уезд, Акмолинская губерния, Киргизская АССР — 12 августа 2009, Алматинская область, Казахстан) — звеньевая Талды-Курганского свеклосовхоза Министерства пищевой промышленности СССР, Талды-Курганская область, Казахская ССР. Герой Социалистического Труда (1948).

## Биография
Родилась в 1922 году в крестьянской семье в селе Чистополье Кокчетавского уезда. С 1935 года трудилась в свеклосовхозе «Талды-Курганский» Алма-Атинской области. С 1941 года — звеньевая свекловодов в этом же совхозе.
В 1947 году звено под её руководством собрало в среднем с каждого гектара по 811,6 центнера сахарной свёклы на участке площадью 2 гектара. Указом Президиума Верховного Совета СССР от 8 мая 1948 года удостоена звания Героя Социалистического Труда за «получение высоких урожаев сахарной свёклы в 1947 году» с вручением ордена Ленина и золотой медали «Серп и Молот» (№ 2213).
С 1948 года — бригадир Талды-Курганского сахарного комбината имени Кирова. С 1957 года — заведующая рабочим клубом 1-го отделения сахарного комбината.
В марте 1967 года избиралась депутатом Кировского поселкового Совета депутатов трудящихся.
После выхода на пенсию проживала в Талды-Курганской области (сегодня — Алматинская область). С 1977 года — персональный пенсионер союзного значения. Умерла в августе 2009 года.
Награды
- Герой Социалистического Труда
- Орден Ленина
- Орден Трудового Красного Знамени (11.06.1949)